# Щепкин, Алексей Иванович
Алексей Иванович Щепкин (20 июля 1919, Солонцовский, Юг России — 22 февраля 1940, Виипури) — участник советско-финской войны 1939—1940 годов, Герой Советского Союза. Командир пулемётного расчёта 27-го стрелкового полка 7-й стрелковой дивизии 50-го стрелкового корпуса 7-й армии Северо-Западного фронта, отделённый командир.

## Биография
Родился 20 июля 1919 год (по другим данным: 1918 или 1920) на хуторе Солонцовский Верхне-Донского округа области Войска Донского, ныне находящегося на территории Верхнедонского района Ростовской области, в семье рабочего. Русский.
Окончил 6 классов. После окончания школы занялся крестьянским трудом: пахал, сеял хлеб и убирал его вместе с хуторянами. В середине 1930-х годов в связи с бурным развитием горной промышленности Алексей приехал в город Шахты Ростовской области. По рекомендации правления колхоза его приняли на шахту «10-лет ЗИ» («За индустриализацию», впоследствии шахта «Нежданная»). Также работал на электрозаводе.
В Красной Армии с 1938 года, окончил курсы младших командиров. Участник советско-финской войны 1939—1940 годов. 12 февраля 1940 года на высоте «Каска» рота, в которой воевал командир пулемётного расчёта отделённый командир А. И. Щепкин, была окружена белофинами. Алексей несмотря на то, что весь расчёт был выведен из строя, сам взял пулемёт и открыл огонь, чем вынудил врагов отойти с большими для них потерями. В бою 22 февраля в районе населённого пункта Исолями (Аля-Сяйние), скрытно выдвинувшись вперёд, фланговым огнём обеспечил успешное наступление роты. Будучи ранен в руку, мужественный воин продолжал вести огонь по врагу, в момент смены огневой позиции был ранен вторично. Под прикрытием его огня рота смогла подойти к противотанковому рву и овладеть им. Погиб в этом бою.
Указом Президиума Верховного Совета СССР от 21 марта 1940 года «за образцовое выполнение боевых заданий командования на фронте борьбы с финской белогвардейщиной и проявленные при этом отвагу и геройство» отделённому командиру Щепкину Алексею Ивановичу посмертно присвоено звание Героя Советского Союза.
Похоронен в братской могиле № 32 (номер в ВМЦ 47-88/2014) близ станции Матросово Выборгского района Ленинградской области.

## Награды
- Герой Советского Союза (21 марта 1940, медаль «Золотая Звезда»)[1];
- орден Ленина (21 марта 1940)[1].

## Память
- Улица Щепкина в городе Шахты
- Имя Героя носила пионерская дружина Солонцовской школы.